# Henri Stambouli
Henri Stambouli (Orán, Argelia francesa; 5 de agosto de 1961-Dakar, Senegal; 17 de noviembre de 2023) fue un futbolista francés, de origen argelino y director del centro de formación del Montpellier. Era el padre del también futbolista Benjamin Stambouli.

## Trayectoria
Stambouli comenzó su carrera deportiva en 1975 el Rodez AF francés, para posteriormente hacerlo en el AS Mónaco, y el Olympique de Marsella, donde se retiraría en el año 1989. 
En el propio Olympique comenzaría su carrera como entrenador, en 1994, y que le ha llevado a entrenar a varios clubes africanos y algunas selecciones nacionales de África. En abril de 2004, la U. D. Las Palmas, club español, lo contrató para ocupar el banquillo canario, pero Stambouli dimitió tras una sola una semana al frente del equipo.

## Clubes

### Como futbolista
| Club                  | País    | Año       |
| --------------------- | ------- | --------- |
| Rodez AF              | Francia | 1975-1977 |
| AS Monaco             | Francia | 1977-1986 |
| Olympique de Marsella | Francia | 1986-1989 |

### Como entrenador
| Club                  | País                   | Año       |
| --------------------- | ---------------------- | --------- |
| Olympique de Marsella | Francia                | 1994-1995 |
| Selección de Guinea   | Guinea                 | 1998-1999 |
| FC Sion               | Suiza                  | 2000-2001 |
| CS Sedan-Ardennes     | Francia                | 2001-2003 |
| Selección de Malí     | Malí                   | 2003-2004 |
| U. D. Las Palmas      | España                 | 2004      |
| Club Africain         | Túnez                  | 2004      |
| Raja Casablanca       | Marruecos              | 2004-2005 |
| Sharjah SC            | Emiratos Árabes Unidos | 2005-2006 |
| Al-Jazira Club        | Emiratos Árabes Unidos | 2006      |
| FAR Rabat             | Marruecos              | 2006-2007 |
| Selección de Togo     | Togo                   | 2008      |
| FC Istres             | Francia                | 2008-2010 |
| JS Kabylie            | Argelia                | 2021      |